# Nationale Masculine 1
Nationale Masculine 1 – trzecia w hierarchii klasa męskich ligowych rozgrywek koszykarskich we Francji, będąca jednocześnie trzecim szczeblem centralnym (III poziom ligowy), funkcjonująca od sezonu 1949/50 pod zmieniającymi się na przestrzeni lat nazwami. Zmagania w jej ramach toczą się cyklicznie (co sezon), systemem kołowym, w jednej lub dwóch równorzędnych grupach (w zależności od edycji) i przeznaczone są dla francuskich półprofesjonalnych drużyn klubowych. Organizatorem rywalizacji jest Francuską Federację Koszykówki (FFBB). Mistrz sezonu regularnego oraz zwycięzca fazy play-off uzyskują awans do LNB Pro B, zaś najsłabsze drużyny relegowane są do Nationale Masculine 2 (NM 2).

## Wcześniejsze nazwy
- Honneur (1949–1959)
- Fédérale 1 (1959–1973)
- Nationale 3 (1973–1987)
- Nationale 2 (1987–1998)
- Nationale 1 (od 1998)

## Mistrzowie
| Honneur - 1950: ASC Hellemmes - 1951: CEP Lorient - 1952: SCPO Paris - 1953: nie rozegrano - 1954: Stade sottevillais - 1955: GET Vosges - 1956: Champagne Sports - 1957: CES Tours - 1958: Ménilmontant - 1959: Saint-Charles Alfortville Fédérale 1 - 1960: EBA Montbéliard - 1961: Rupella La Rochelle 17 - 1962: US Pont-l'Évêque - 1963: JA Vichy (1) - 1964: JA Vichy (2) - 1965: US Métro - 1966: nie rozegrano - 1967: ASSP Neuilly-sur-Seine - 1968: AS Berck - 1969: JL Bourg-en-Bresse (1) - 1970: ASP Paryż - 1971: Etoile Oignies - 1972: BC Montbrison (1) | Nationale 3 - 1974: FC Miluza Basket - 1975: ES Awinion - 1976: JL Bourg-en-Bresse (2) - 1977: CJM Bourges - 1978: Élan sportif chalonnais (1) - 1979: Etoile Voiron - 1980: SI Graffenstaden - 1981: BC Montbrison (2) - 1982: US Orléans - 1983: OS Hyères - 1984: ABC Nantes - 1985: RCM Tuluza (1) - 1986: AS Tarare - 1987: AL Valence-sur-Baïse Nationale 2 - 1988: ASA Sceaux - 1989: Poissy-Chatou (1) - 1990: CRO Lyon - 1991: ESPE Châlons-en-Champagne - 1992: Poissy-Chatou (2) - 1993: Besançon BC - 1994: Élan sportif chalonnais (2) - 1995: RCM Tuluza (2) - 1996: JL Bourg-en-Bresse (3) - 1997: Rueil AC - 1998: AS Bondy | Nationale 1 - 1999: Saint-Quentin BB (1) - 2000: Reims CB (1) - 2001: Saint-Quentin BB (2) - 2002: SCBA Clermont - 2003: SPO Rouen Basket - 2004: UJAP Quimper - 2005: Boulazac Basket Dordogne - 2006: Union Poitiers Basket 86 - 2007: Saint-Vallier BD - 2008: Olympique d’Antibes - 2009: Lille MBC - 2010: Reims CB (2) - 2011: JSA Bordeaux - 2012: Saint-Quentin BB (3) - 2013: BC Orchies - 2014: AS Monako - 2015: Saint-Chamond Basket - 2016: Blois - 2017: Caen BC - 2018: Gries Oberhoffen - 2019: BC Souffelweyersheim - 2020: Rozgrywki przerwane - 2021: Rozgrywki przerwane - 2022: Étoile Angers Basket - 2023: Rouen MB - 2024: Hyères Toulon - 2025: |